# Eutrichopidia latinus
Eutrichopidia latinus là một loài bướm đêm thuộc họ Noctuidae. Loài này có ở miền đông Úc, bao gồm Queensland, New South Wales, the Lãnh thổ Thủ đô Úc, Victoria, Nam Úc và Tasmania.
The bướm đêm is khoảng 45 mm. Con trưởng thành có màu đen với dải rộng ngang mỗi cánh trước, màu sắc dải này có thể từ trắng đến vàng đến da cam. Cánh sau có rìa màu trắng với các đốm trắng.
Ấu trùng ăn Hibbertia obtusifolia và Haloragis teucriodes.

## Hình ảnh

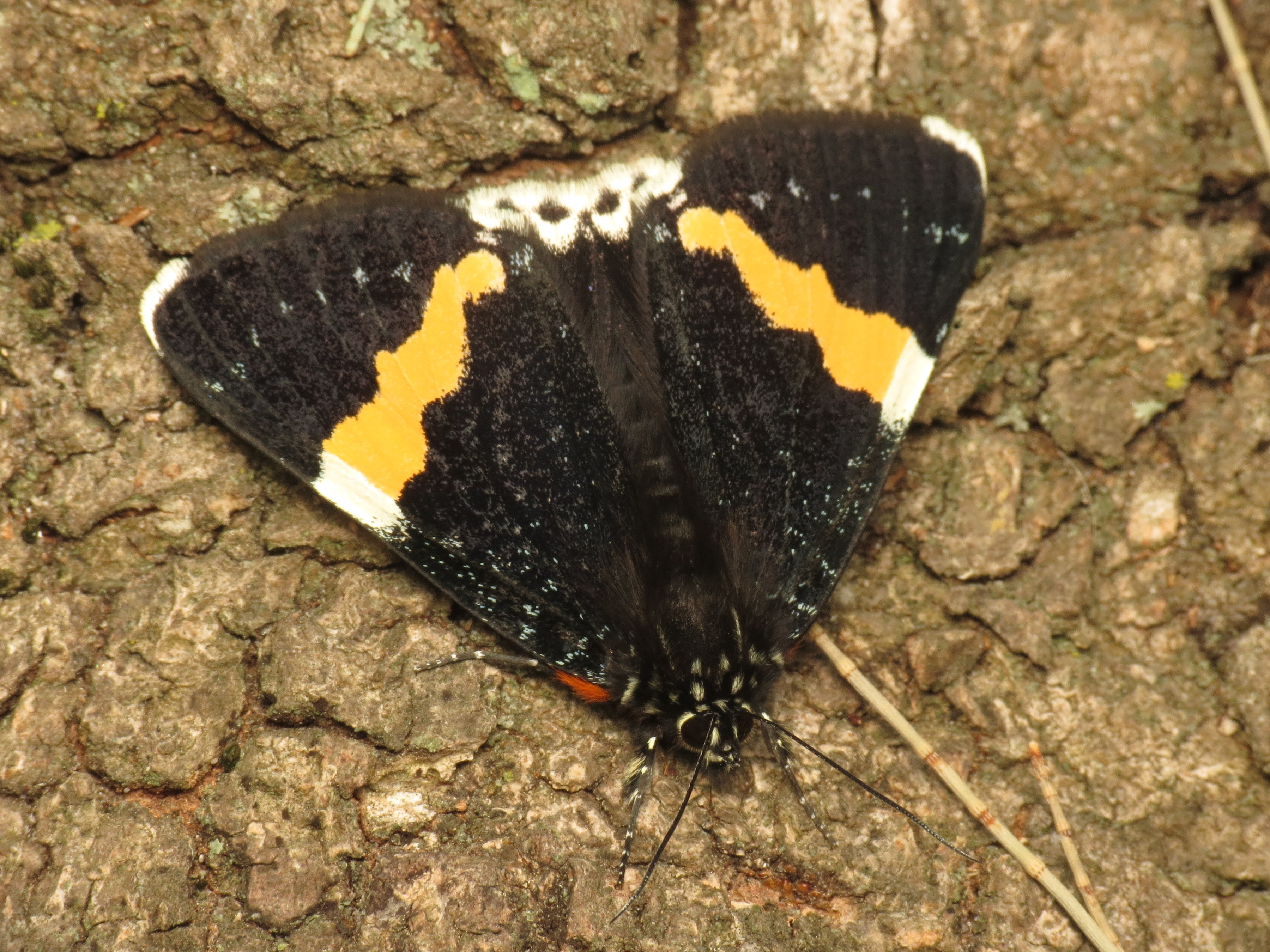
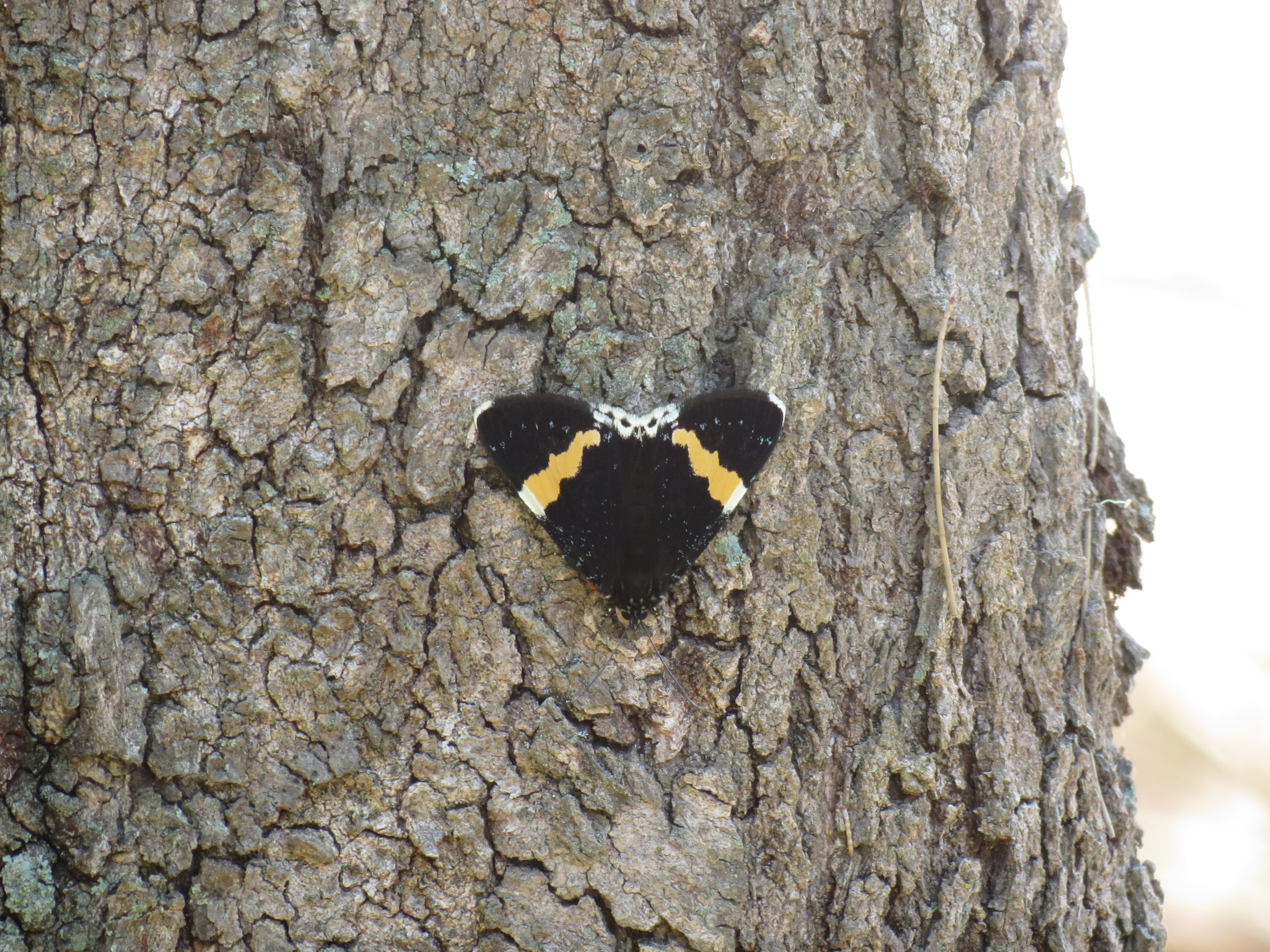
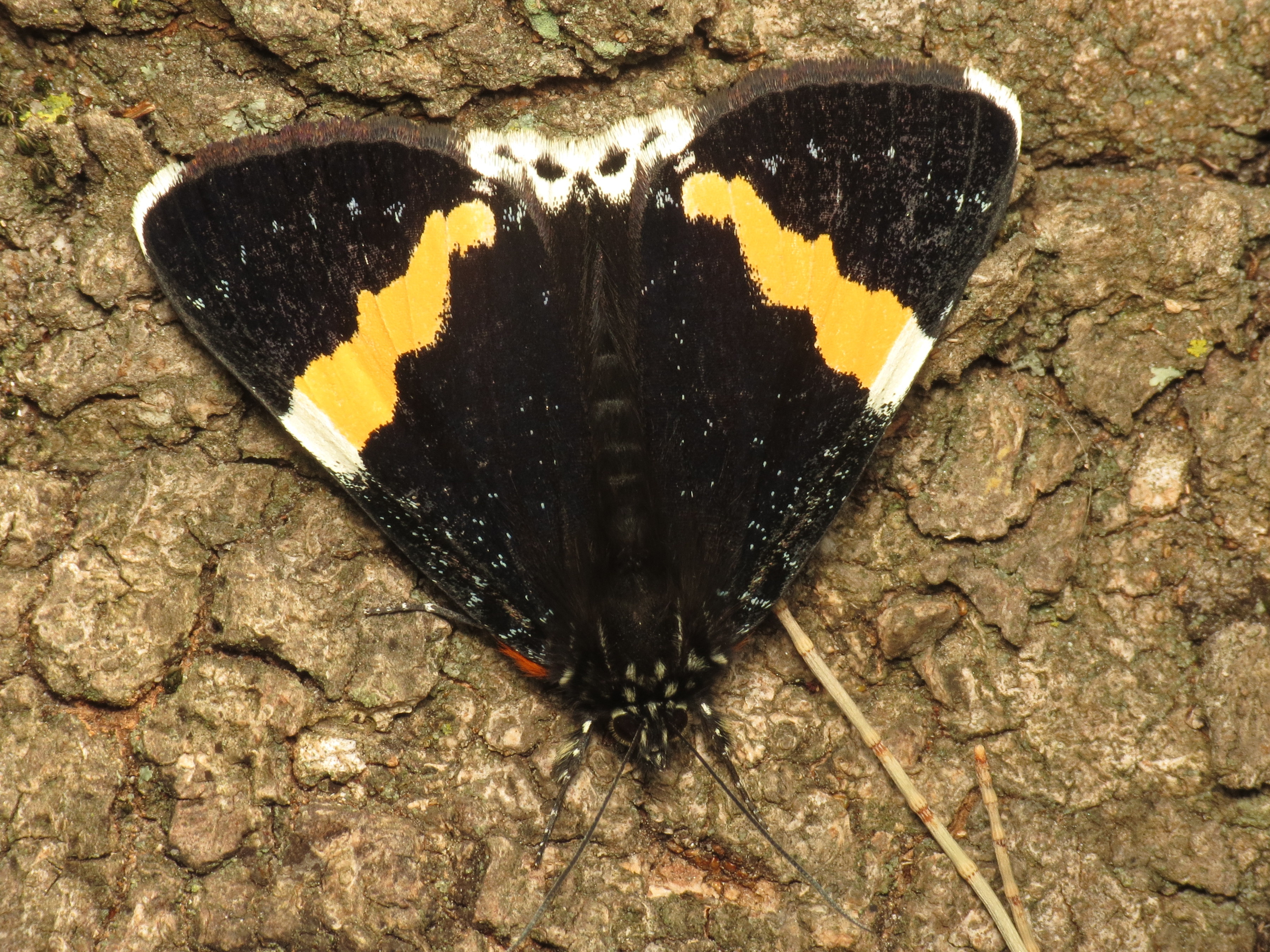